# 约翰·罗伯茨 (赛艇运动员)
约翰·罗伯茨（英語：John Roberts，1953年12月22日—），英国男子赛艇运动员。他曾代表英国参加世界赛艇锦标赛，获得一枚银牌。他也曾参加1980年夏季奥林匹克运动会。